# Diathrausta angustella
Diathrausta angustella är en fjärilsart som beskrevs av Dyar 1914. Diathrausta angustella ingår i släktet Diathrausta och familjen Crambidae. Inga underarter finns listade i Catalogue of Life.